# Línea 33 (EMT Málaga)

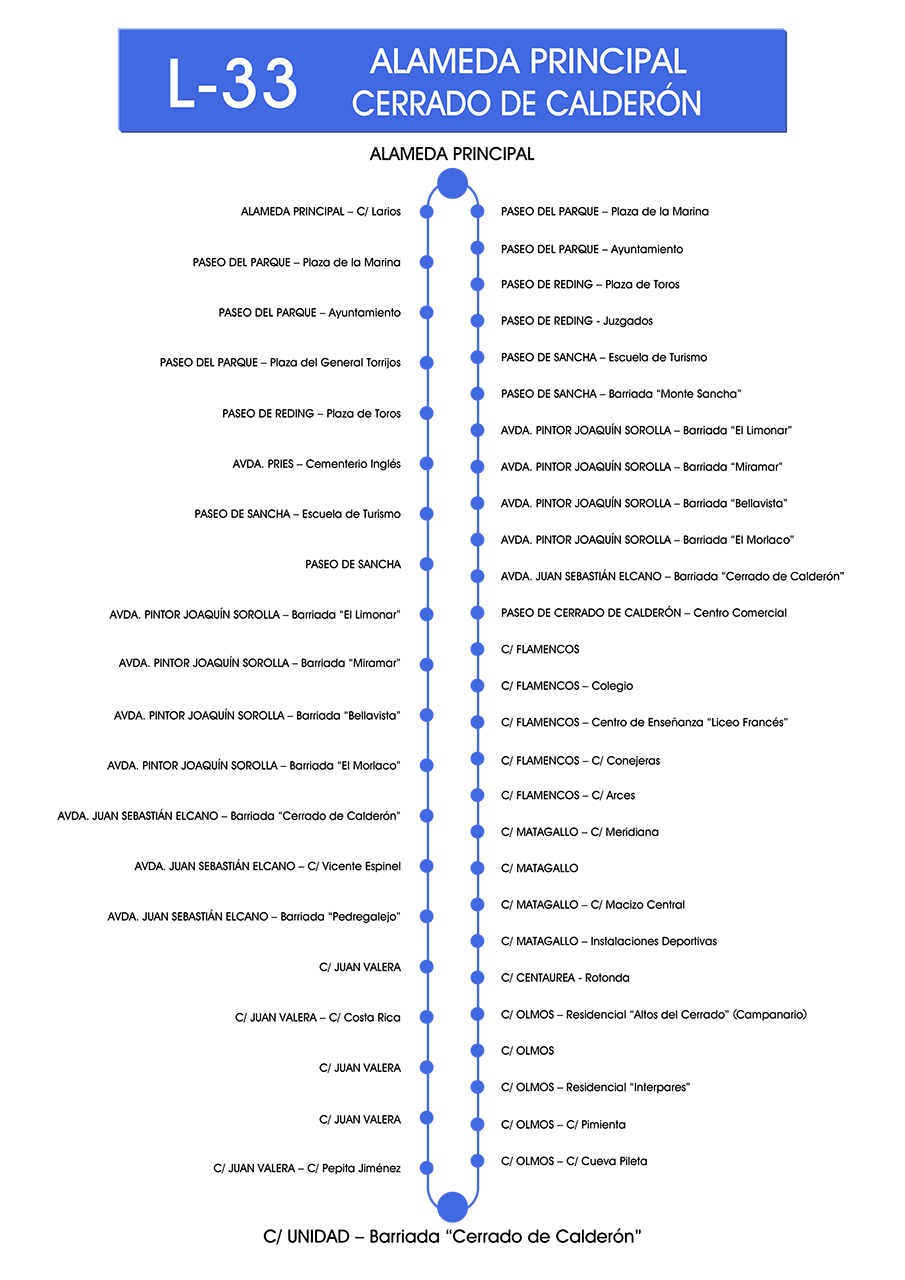
Itinerario de la Línea 33

La línea 33 de la EMT de Málaga comunica el centro de la urbe con la barriada de Cerrado de Calderón. Aunque su recorrido se limita a esta barriada, también da servicio a La Viña y Torre de San Telmo, además de otras barriadas que comparte con la línea 11. 
La cabecera se encuentra en el sur de la Alameda Principal, entre calle Córdoba y calle Tomás Heredia, y finaliza en calle la Unidad, en la zona baja del Cerrado.

## Características
La línea da comienzo en la Alameda, donde la mayoría. También comparte su recorrido con otras líneas de la zona y pasa por calles reseñables, como el Paseo del Parque.
A partir de la parada 3303, se admiten viajeros hacia el centro, lo que hace que el recorrido sea circular por todo Cerrado de Calderón.
Al principio, su recorrido comenzaba en la Avda. Cervantes, junto a la calle Cortina del Muelle. Compartía la cabecera con otras líneas del este. Más tarde, su cabecera se trasladó a la Alameda.

### Material móvil
Los autobuses asignados a la línea son Renault CityBus carrozados por Hispano de 12 m.

## Horarios

### Laborables
| 7        | 8     | 9        | 10    | 11    | 12 | 13       | 14       | 15       | 16 | 17    | 18    | 19    | 20 | 21    |
| 05 30 55 | 15 35 | 00 25 45 | 15 50 | 20 55 | 25 | 00 20 40 | 05 30 50 | 15 35 55 | 25 | 00 35 | 10 40 | 10 45 | 20 | 00 30 |

| 7  | 8        | 9        | 10    | 11    | 12 | 13       | 14    | 15       | 16       | 17 | 18    | 19    | 20    | 21 | 22 |
| 30 | 00 25 45 | 05 30 55 | 15 45 | 20 50 | 25 | 00 30 50 | 10 35 | 00 20 45 | 05 25 55 | 35 | 05 40 | 10 40 | 20 50 | 30 | 00 |

### Sábados
| 8  | 9  | 10 | 11 | 12 | 13 | 14 | 15 | 16 | 17 | 18 | 19 | 20 | 21 |
| 55 | 45 | 30 | 30 | 30 | 30 | 30 | 30 | 30 | 30 | 30 | 30 | 30 | 30 |

| 8  | 9  | 10 | 11 | 12 | 13 | 14 | 15 | 16 | 17 | 18 | 19 | 20 | 21 |
| 30 | 20 | 10 | 00 | 00 | 00 | 00 | 00 | 00 | 00 | 00 | 00 | 00 | 00 |

### Festivos
| 8  | 9  | 10 | 11 | 12 | 13 | 14 | 15 | 16 | 17 | 18 | 19 | 20 | 21 |
| 55 | 45 | 35 | 30 | 30 | 30 | 30 | 30 | 30 | 30 | 30 | 30 | 30 | 30 |

| 8  | 9  | 10 | 11 | 12 | 13 | 14 | 15 | 16 | 17 | 18 | 19 | 20 | 21 |
| 30 | 20 | 10 | 00 | 00 | 00 | 00 | 00 | 00 | 00 | 00 | 00 | 00 | 00 |

## Recorrido

### Ida
Desde su primera parada en la Alameda, se dirige hacia la Plaza de la Marina, desde donde toma el Paseo del Parque pasando la plaza del General Torrijos seguir por el Paseo de Reding, pasando igualmente por la Avenida de Príes, el Paseo de Sancha y la Avenida del Pintor Joaquín Sorolla. Al terminar ésta, se cruza con el paseo marítimo Pablo Ruiz Picasso, calle que sigue hasta la altura de calle Bolivia frente a los Baños del Carmen, donde gira a la izquierda y de nuevo otra vez para salir a la avenida de Juan Sebastián Elcano. Tras haber girado, toma la primera calle a la derecha. Al llegar a la rotonda, gira a la derecha hacia calle Flamencos. Sigue esta calle hasta calle Matagallo, por la que continúa hasta la confluencia con calle Centaurea. Sigue esta calle hasta la rotonda, por la que se incorpora hacia calle Olmos. Recorre calle Olmos en su totalidad, hasta llegar a la rotonda que comunica con calle Flamencos, esta vez gira a la izquierda hacia calle la Unidad, donde tiene su cabecera.
| Parada                                            | Código de Parada | Conexión EMT       | Lugares de interés |
| ------------------------------------------------- | ---------------- | ------------------ | ------------------ |
| Alameda Principal - Sur                           | 3301             | 35                 |                    |
| Paseo del Parque - Plaza de la Marina             | 3324             | 32, 34, 35         |                    |
| Paseo del Parque - Ayuntamiento                   | 1123             | 11, 32, 34, 35, N1 |                    |
| Paseo de Reding - Plaza de Toros                  | 1103             | 11, 32, 34, 35, N1 |                    |
| Paseo de Reding - Juzgados                        | 1104             | 11, 32, 34, 35, N1 |                    |
| Paseo de Sancha - Escuela de Turismo              | 1105             | 11, 32, 34, 35, N1 |                    |
| Paseo de Sancha - Monte Sancha                    | 1106             | 11, 32, 34, 35, N1 |                    |
| Avda. Pintor Joaquín Sorolla - El Limonar         | 1107             | 11, 32, 34, C3, N1 |                    |
| Avda. Pintor Joaquín Sorolla - Miramar            | 1108             | 11, 34, N1         |                    |
| Avda. Pintor Joaquín Sorolla - Bellavista         | 1109             | 11, 34, N1         |                    |
| Avda. Pintor Joaquín Sorolla - El Morlaco         | 1110             | 11, 34, N1         |                    |
| Avda. Juan Sebastián Elcano - Cerrado de Calderón | 3327             |                    |                    |
| Paseo de Cerrado de Calderón - Centro Comercial   | 3302             |                    |                    |
| Flamencos                                         | 3303             |                    |                    |
| Flamencos - Colegio                               | 3304             |                    |                    |
| Flamencos - Liceo Francés                         | 3305             |                    |                    |
| Flamencos - Conejera                              | 3306             |                    |                    |
| Flamencos - Arce                                  | 3315             |                    |                    |
| Matagallo - Meridiana                             | 3316             |                    |                    |
| Matagallo                                         | 3313             |                    |                    |
| Matagallo - Macizo Central                        | 3318             |                    |                    |
| Centaurea - La Cerrajera                          | 3319             |                    |                    |
| Centaurea - Rotonda                               | 3320             |                    |                    |
| Olmos - Campanario                                | 3321             |                    |                    |
| Olmos                                             | 3314             |                    |                    |
| Olmos - Interpares                                | 3323             |                    |                    |
| Olmos - Pimienta                                  | 3325             |                    |                    |
| Olmos - Cueva Pileta                              | 3326             |                    |                    |
| La Unidad - Cerrado de Calderón                   | 3351             |                    |                    |

### Vuelta
El recorrido continúa por calle la Unidad hasta el final de ésta, que desemboca en calle Juan Valera. Sigue las curvas de esta calle hasta el final, en avenida de Juan Sebastián Elcano. Sigue por la avenida, después por Pintor Joaquín Sorolla, Paseo de Sancha, Avenida de Príes, Paseo de Reding, y es aquí donde toma el Paseo del Parque hasta el final. En la Alameda, da un rodeo para terminar en su cabecera en el lateral sur.
| Parada                                            | Código de Parada | Conexión EMT       | Lugares de interés |
| ------------------------------------------------- | ---------------- | ------------------ | ------------------ |
| La Unidad - Cerrado de Calderón                   | 3351             |                    |                    |
| Juan Valera - Pepita Jiménez                      | 3352             |                    |                    |
| Juan Valera                                       | 3353             |                    |                    |
| Juan Valera                                       | 3354             |                    |                    |
| Juan Valera - Costa Rica                          | 3355             |                    |                    |
| Juan Valera                                       | 3356             |                    |                    |
| Avda. Juan Sebastián Elcano - Pedregalejo         | 1160             | 11, 34, N1         |                    |
| Avda. Juan Sebastián Elcano - Vicente Espinel     | 1161             | 11, 34, N1         |                    |
| Avda. Juan Sebastián Elcano - Cerrado de Calderón | 1162             | 11, 34, N1         |                    |
| Avda. Pintor Joaquín Sorolla - El Morlaco         | 1163             | 11, 34, N1         |                    |
| Avda. Pintor Joaquín Sorolla - Bellavista         | 1164             | 11, 34, N1         |                    |
| Avda. Pintor Joaquín Sorolla - Miramar            | 1165             | 11, 34, N1         |                    |
| Avda. Pintor Joaquín Sorolla - El Limonar         | 1166             | 11, 34, N1         |                    |
| Paseo de Sancha - Monte Sancha                    | 1167             | 11, 32, 34, 35, N1 |                    |
| Paseo de Sancha - Escuela de Turismo              | 1168             | 11, 32, 34, 35, N1 |                    |
| Avda. Príes - Cementerio Inglés                   | 1169             | 11, 32, 34, 35, N1 |                    |
| Paseo de Reding - Plaza de Toros                  | 1170             | 11, 32, 34, 35, N1 |                    |
| Paseo del Parque - Plaza del General Torrijos     | 1171             | 11, 32, 34, 35, N1 |                    |
| Paseo del Parque - Ayuntamiento                   | 1172             | 11, 32, 34, 35, N1 |                    |
| Paseo del Parque - Plaza de la Marina             | 1173             | 11, 32, 34, 35, N1 |                    |
| Alameda Principal - Calle Marqués de Larios       | 1174             | 11, 32, 34, 35, N1 |                    |
| Alameda Principal - Sur                           | 3301             | 35                 |                    |